# Ulf Lyfors
Ulf Hugo Lyfors (9 luglio 1943 – 20 febbraio 2022) è stato un allenatore di calcio svedese.

## Biografia
Nel 1989 sposò Marika Domanski-Lyfors, anche lei allenatrice, CT della Svezia dal 1996 al 2005 e della Cina nel 2007, con la quale ha avuto un figlio.

## Carriera

### Allenatore
Nato nel 1943, dal 1980 al 1987 è stato CT della nazionale femminile svedese, con la quale ha conquistato la prima edizione di sempre dell'Europeo, nel 1984, grazie alla vittoria contro l'Inghilterra nella sfida andata-ritorno, nella quale le svedesi hanno vinto l'andata in casa a Göteborg 1-0, perdendo poi con lo stesso risultato nella gara di ritorno in trasferta a Luton, ma conquistando il titolo ai tiri di rigore per 4-3. Nell'edizione successiva, Norvegia 1987, ha raggiunto la finale, venendo però sconfitto 2-1 dalla Norvegia padrone di casa.
Nel 1991 ha diretto l'Under-20 maschile svedese al Mondiale in Portogallo, uscendo alla fase a gironi con 2 punti, dietro a Brasile e Messico.
Dal 2005 al 2006 è stato tecnico del Frej maschile, nelle serie minori svedesi.

## Palmarès

### Allenatore

#### Nazionale
- Campionato d'Europa: 1

1984